# Kang Hee-chan
Kang Hee-Chan (5 de outubro de 1970) é um ex-mesa-tenista sul-coreano. 

## Carreira
Kang Hee-Chan representou seu país nos Jogos Olímpicos de 1992 e 1996, na qual conquistou a medalha de bronze em duplas, em 1992. 